# Lijst van wapens van het Verenigd Koninkrijk
Dit is een lijst van wapens van het Verenigd Koninkrijk. De lijst toont wapens van constituerende landen, Brits Kroonbezit en overzeese gebieden en van steden binnen het koninkrijk. Ook wapens van voormalige koloniën zijn in het overzicht opgenomen.

## Verenigd Koninkrijk

Wapen van het Verenigd Koninkrijk, voor gebruik in Engeland, Wales en Noord-Ierland
Wapen van het Verenigd Koninkrijk, voor gebruik in Schotland

### Landen in het Verenigd Koninkrijk

Wapen van Engeland (historisch)
Wapen van Noord-Ierland (verouderd)
Wapen van Schotland (historisch)
Wapen van Wales

## Brits Kroonbezit

Wapen van Guernsey, onderdeel van de Meierij van Guernsey
Wapen van Alderney, onderdeel van de Meierij van Guernsey
Wapen van Herm, onderdeel van de Meierij van Guernsey
Wapen van Sark, onderdeel van de Meierij van Guernsey
Wapen van de Meierij van Jersey
Wapen van Man

## Overzeese gebieden

Wapen van Anguilla
Akrotiri en Dhekelia voeren geen eigen wapen(s). De gebieden gebruiken het wapen van het Verenigd Koninkrijk.
Wapen van Bermuda
Wapen van het Brits Antarctisch Territorium
Wapen van het Brits Indische Oceaanterritorium
Wapen van de Britse Maagdeneilanden
Wapen van de Kaaimaneilanden
Wapen van de Falklandeilanden
Wapen van Montserrat
Wapen van de Pitcairneilanden
Wapen van Zuid-Georgia en de Zuidelijke Sandwicheilanden
Wapen van Turks- en Caicoseilanden

### Gibraltar
Het wapen van Gibraltar is het oudste wapen dat in gebruik is bij een overzees gebied van het Verenigd Koninkrijk. Het is uniek in het feit dat het stamt uit de tijd van voordat het een Britse kolonie was. De overheid van Gibraltar gebruikt het koninklijke wapen, met een kleiner schild waarop het eigen wapen van Gibraltar staat.

Wapen van Gibraltar
Wapen van de Overheid van Gibraltar

### Sint Helena, Ascension en Tristan da Cunha
Sint Helena, Ascension Island en Tristan da Cunha vormen samen een Brits overzees gebied. Het gebied heeft niet een gezamenlijke vlag en wapen; elk heeft eigen insignes.

Wapen van Ascension
Wapen van Sint-Helena
Wapen van Tristan da Cunha

## Historische wapens

Wapen van de Kaapkolonie (1875–1910)
Wapen van Brits Hongkong (1959–1997)
Wapen van de West-Indische Federatie (1958–1962)

## Steden

### Engeland

Wapen van Birmingham
Wapen van Bradford
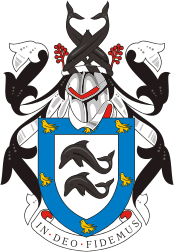
Wapen van Brighton
Wapen van Bristol
Wapen van Cambridge
Wapen van Canterbury
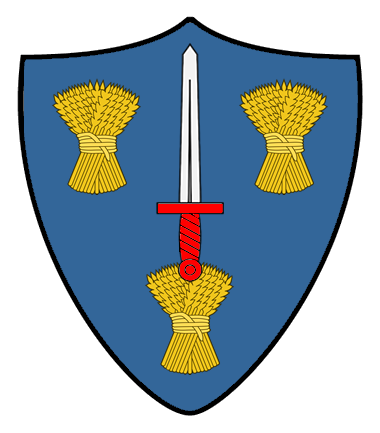
Wapen van Chester
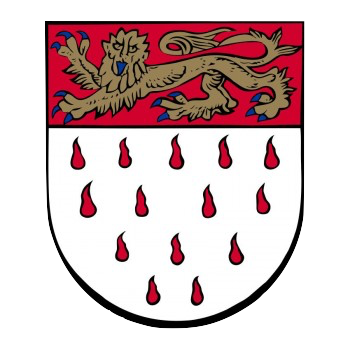
Wapen van Chichester
Wapen van Coventry
Wapen van Derby
Wapen van Durham
Wapen van Exeter
Wapen van Gloucester
Wapen van Hereford
Wapen van Kingston upon Hull
Wapen van Lancaster
Wapen van Leeds
Wapen van Leicester
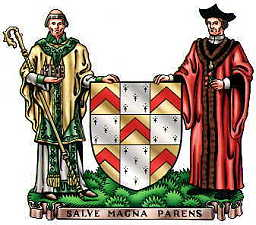
Wapen van Lichfield
Wapen van Lincoln
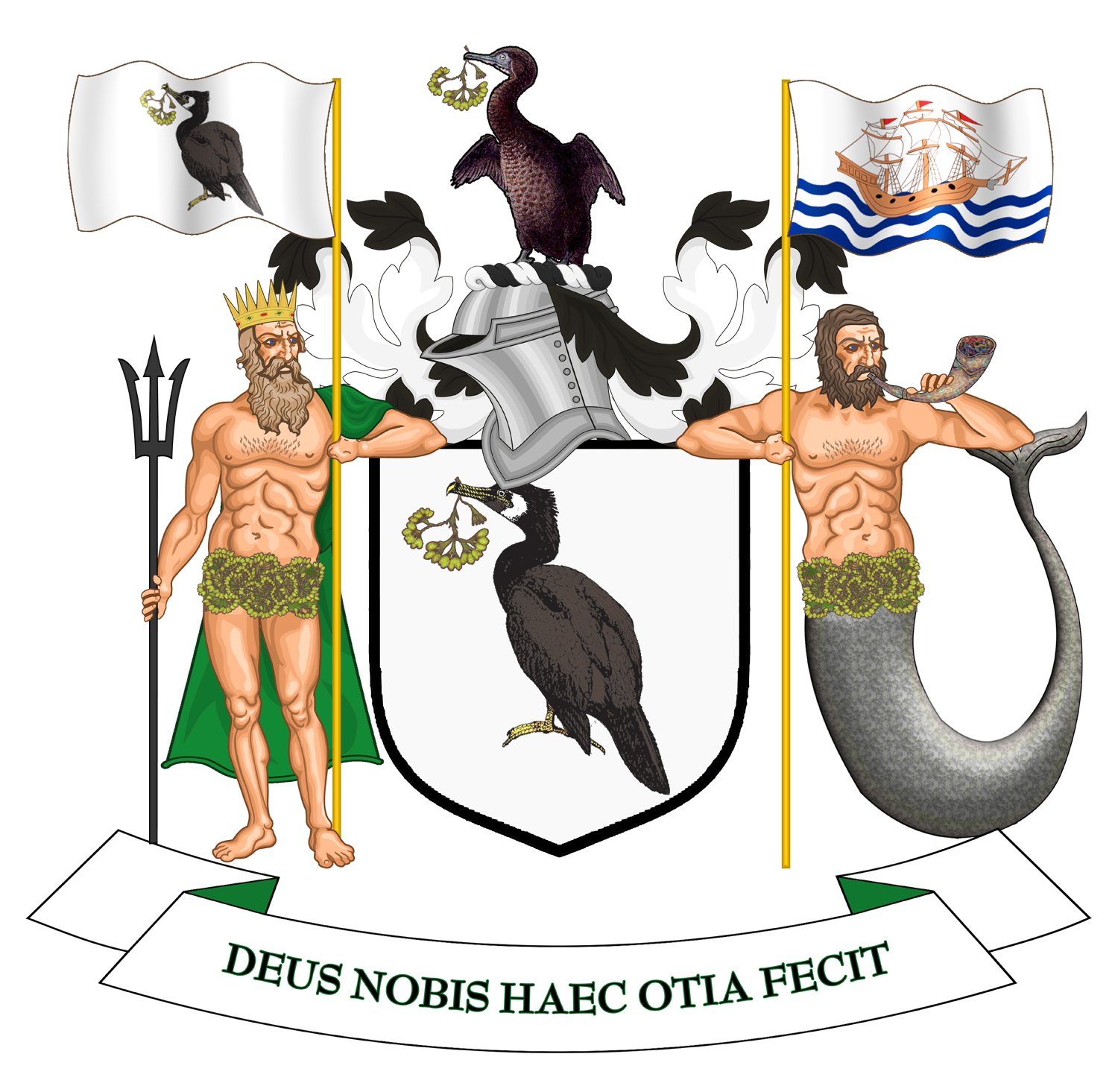
Wapen van Liverpool
Wapen van City of London
Wapen van Manchester
Wapen van Newcastle upon Tyne
Wapen van Norwich
Wapen van Nottingham
Wapen van Oxford
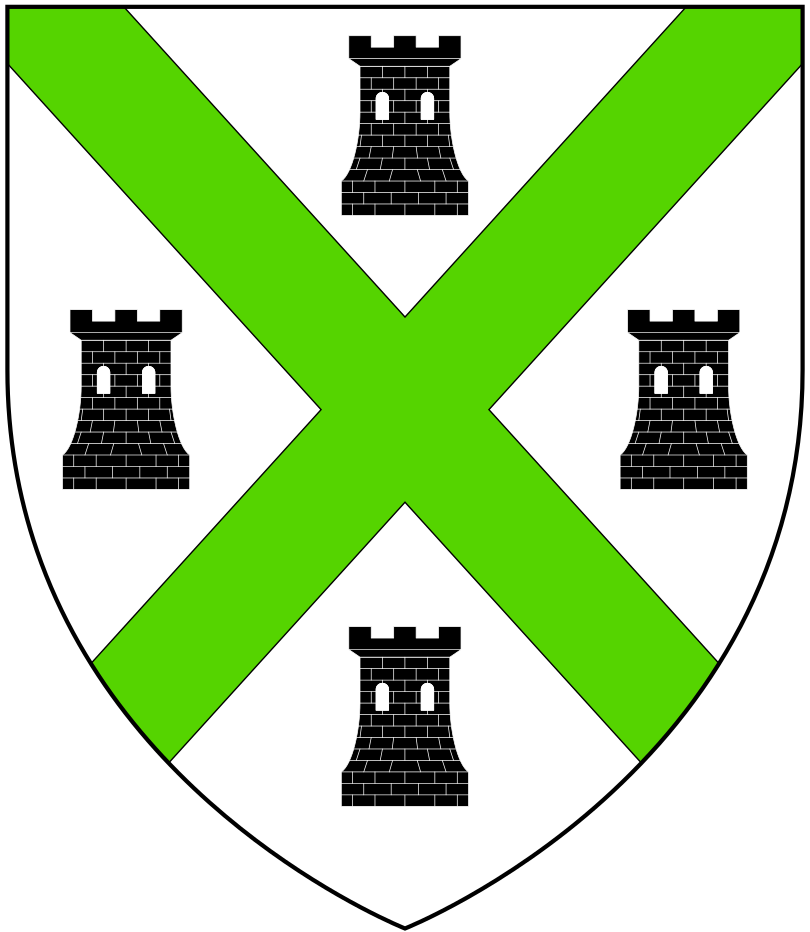
Wapen van Plymouth
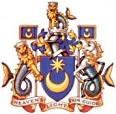
Wapen van Portsmouth
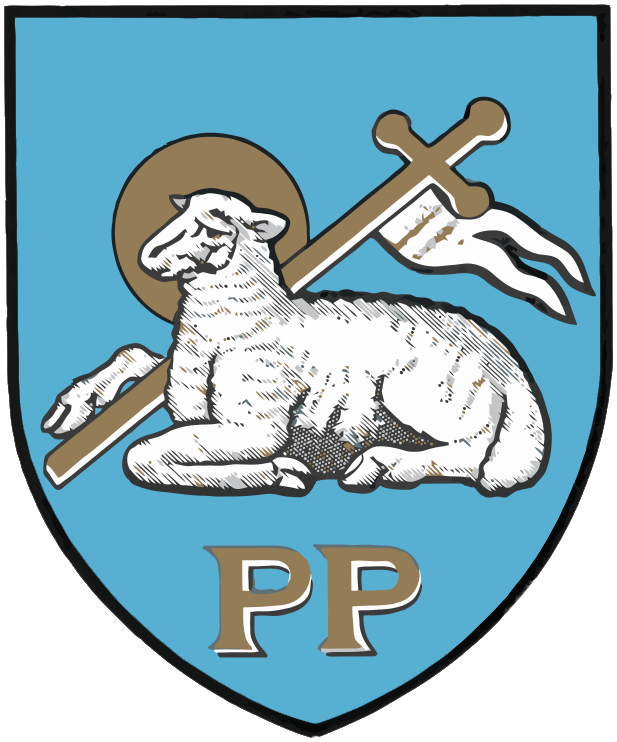
Wapen van Preston
Wapen van Ripon
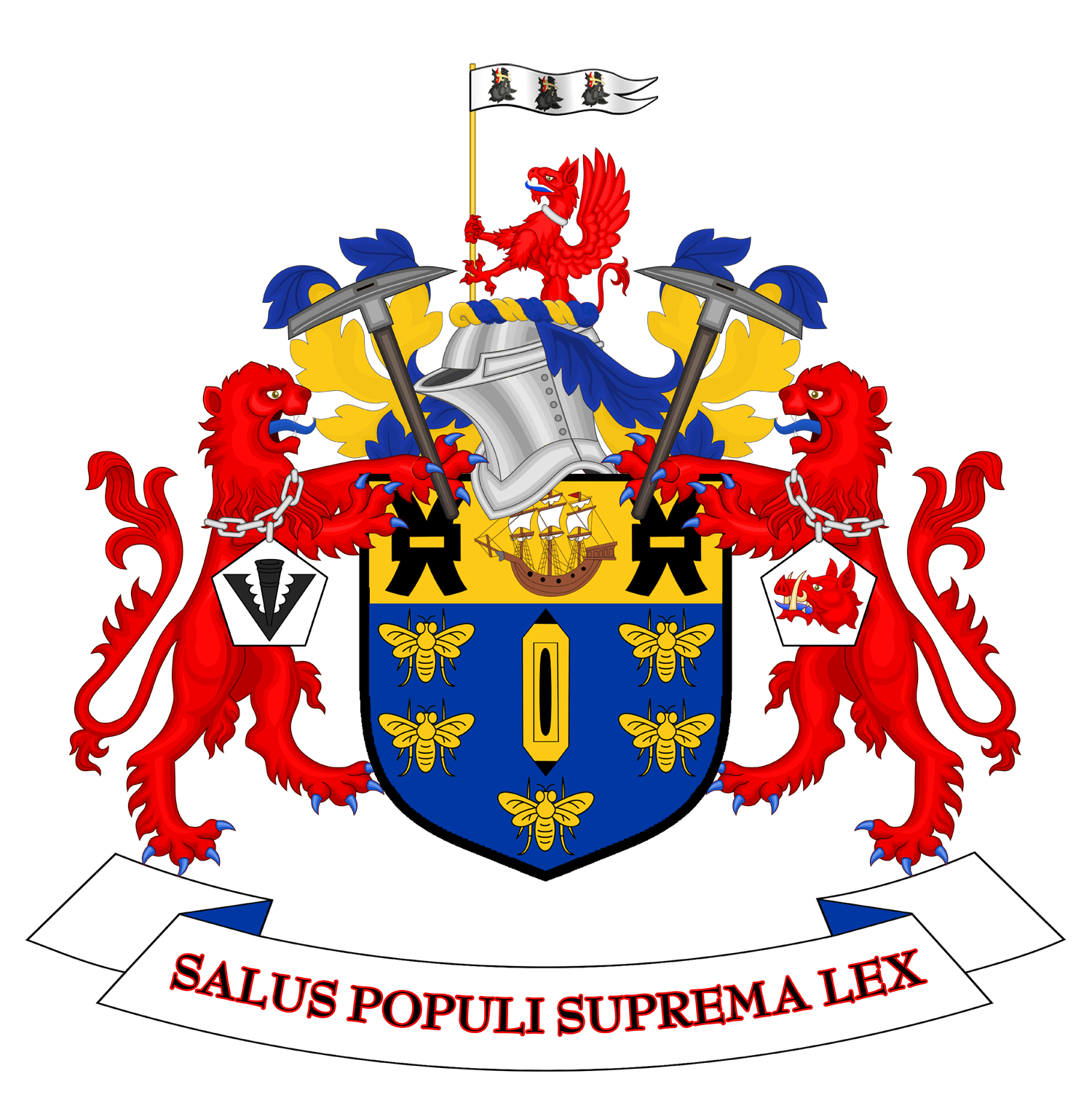
Wapen van Salford
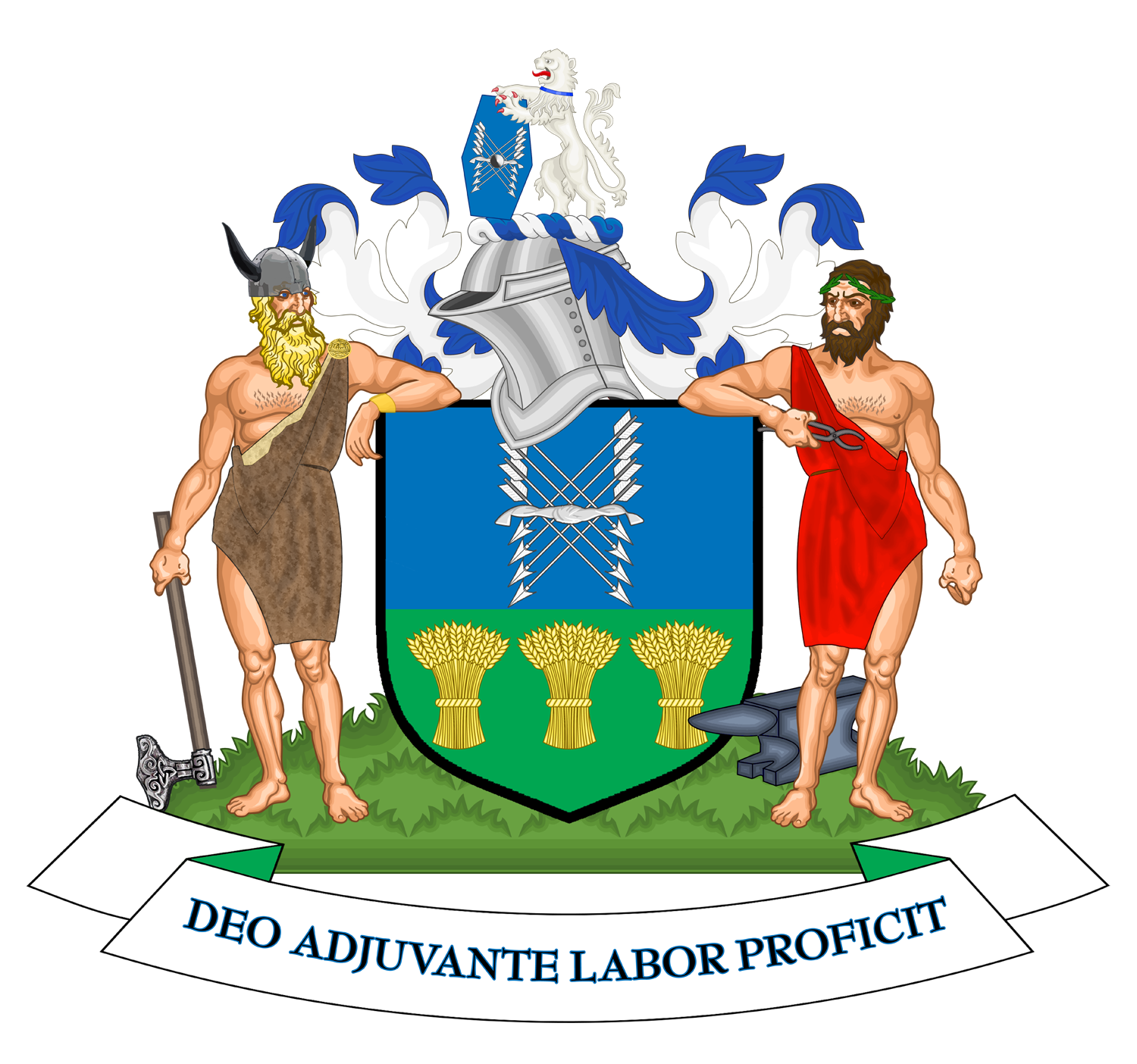
Wapen van Sheffield
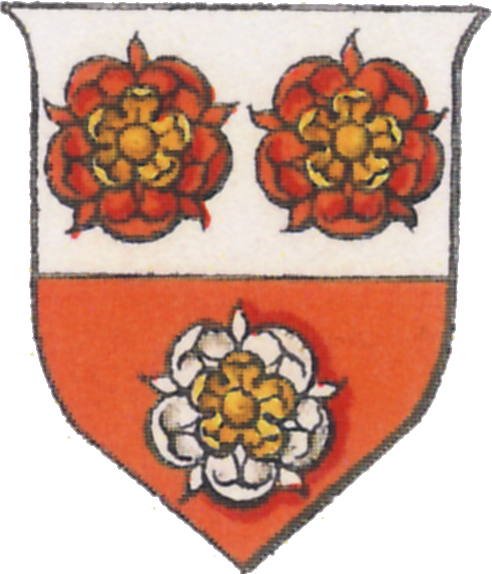
Wapen van Southampton
Wapen van St Albans
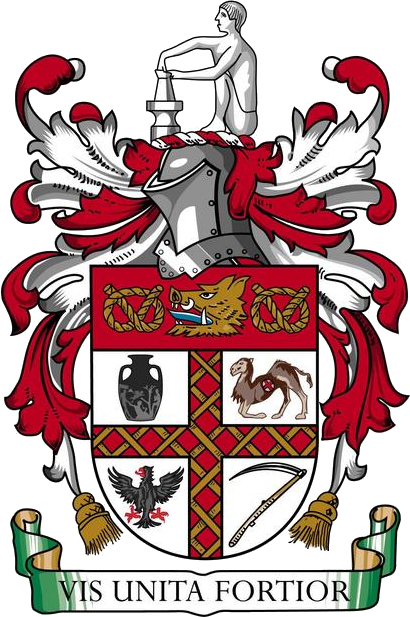
Wapen van Stoke-on-Trent
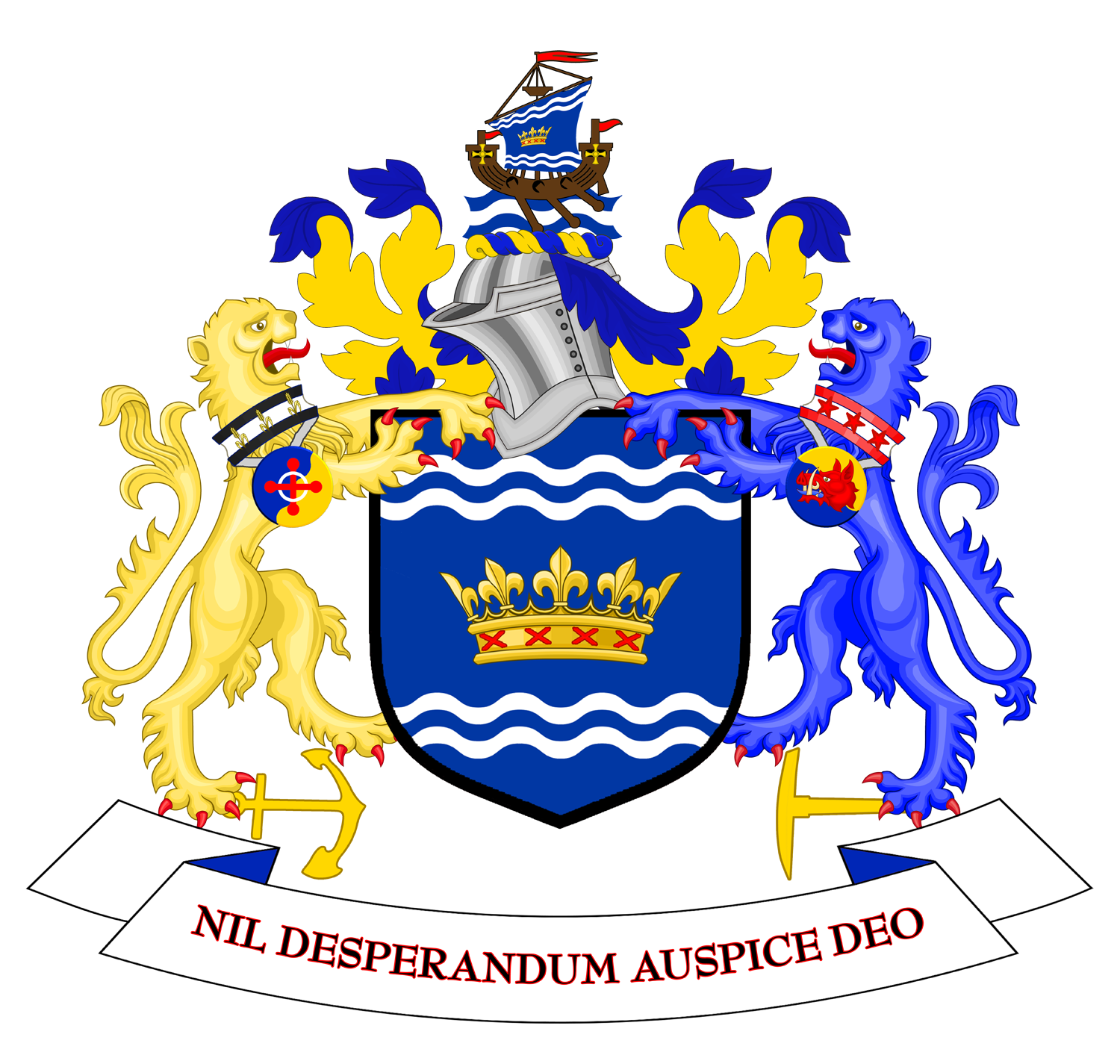
Wapen van Sunderland
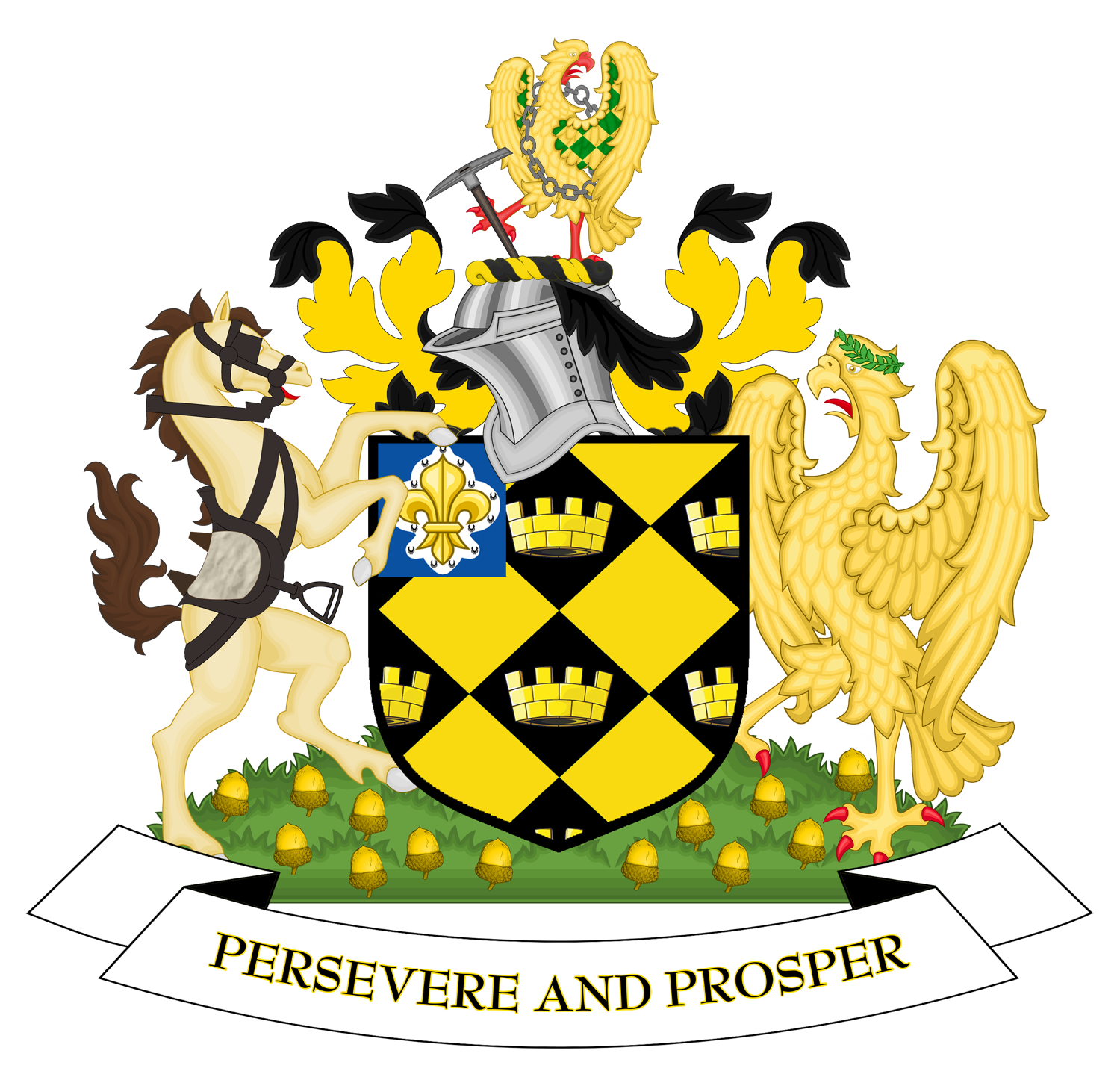
Wapen van Wakefield
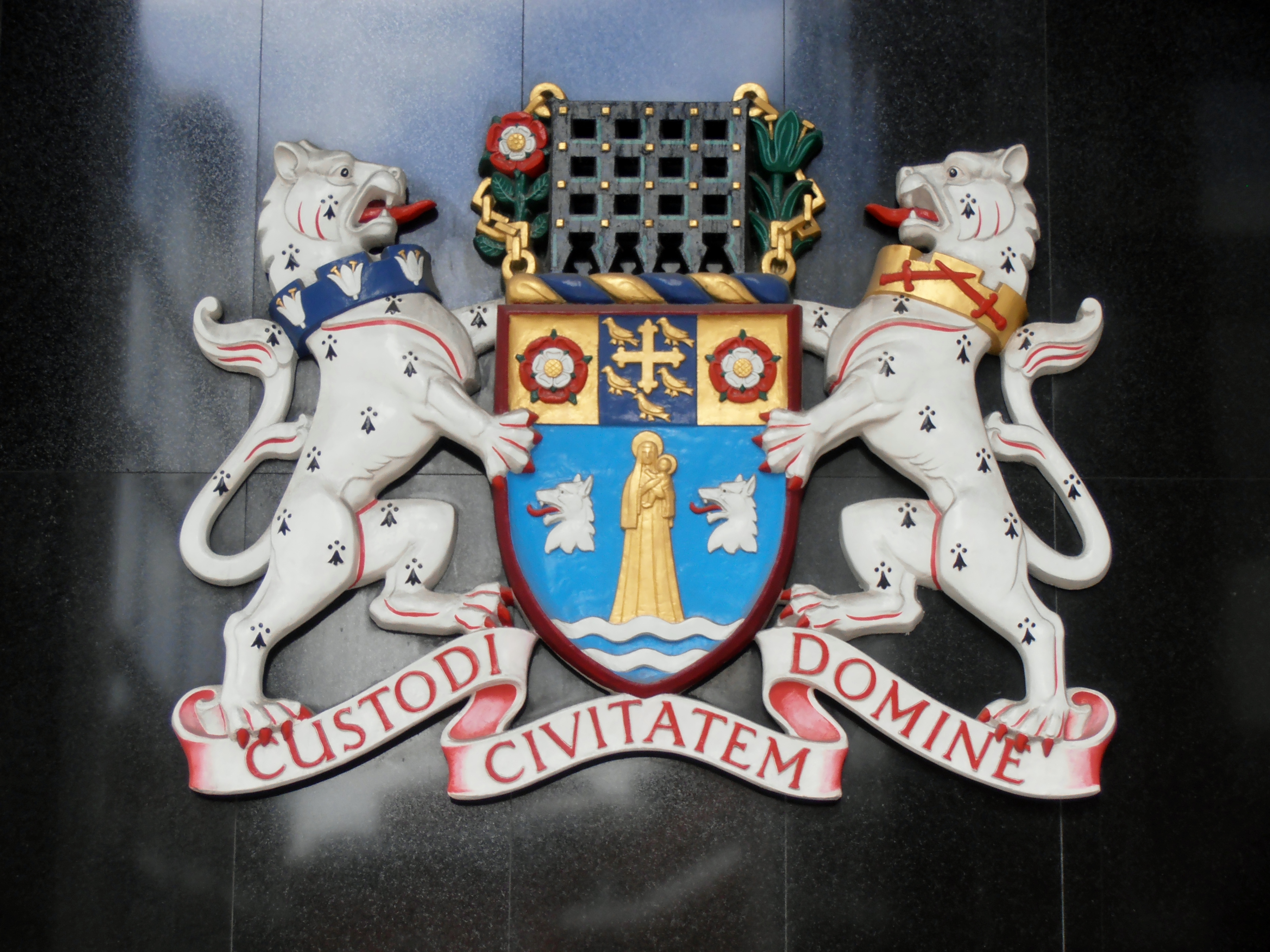
Wapen van City of Westminster
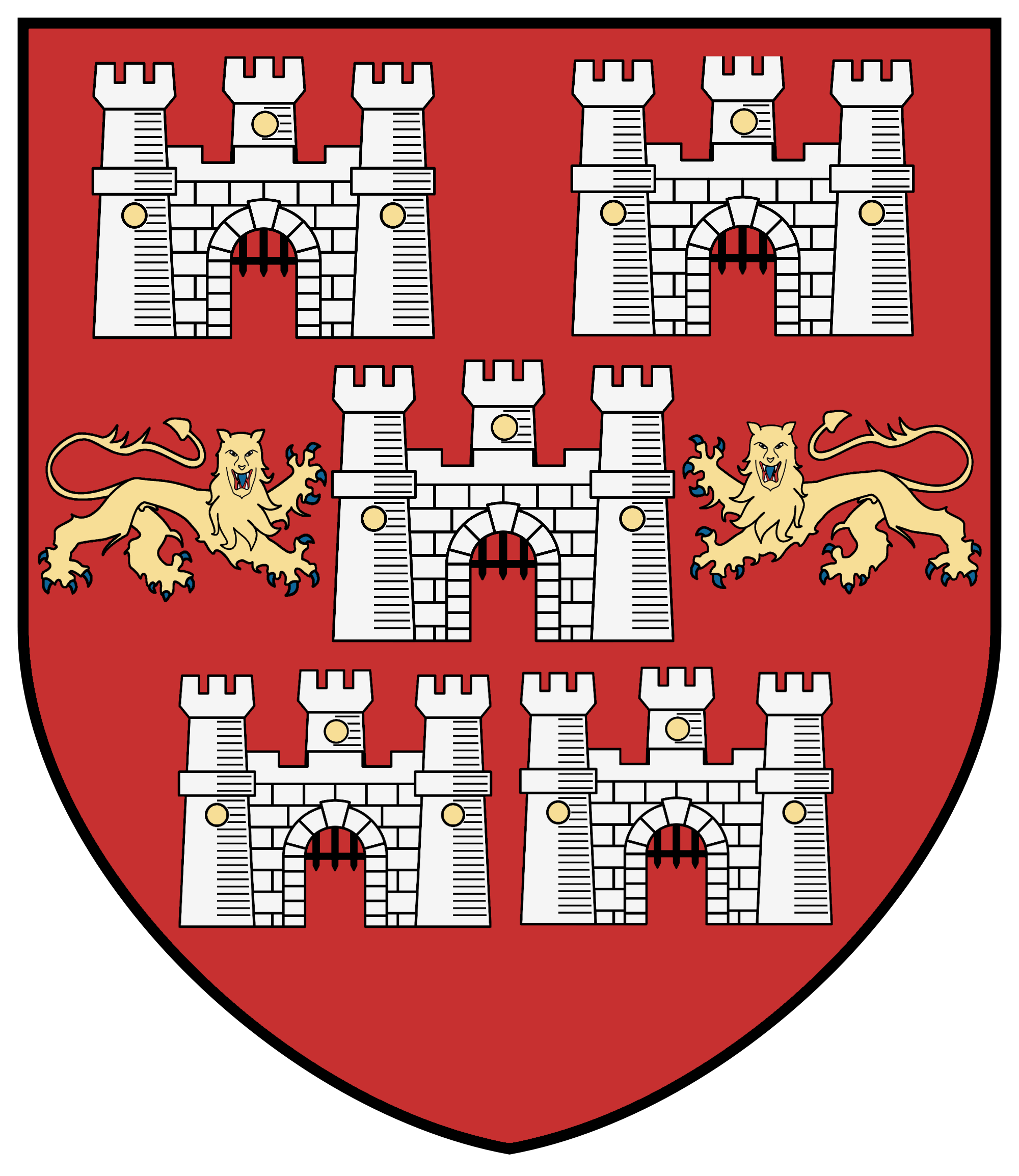
Wapen van Winchester
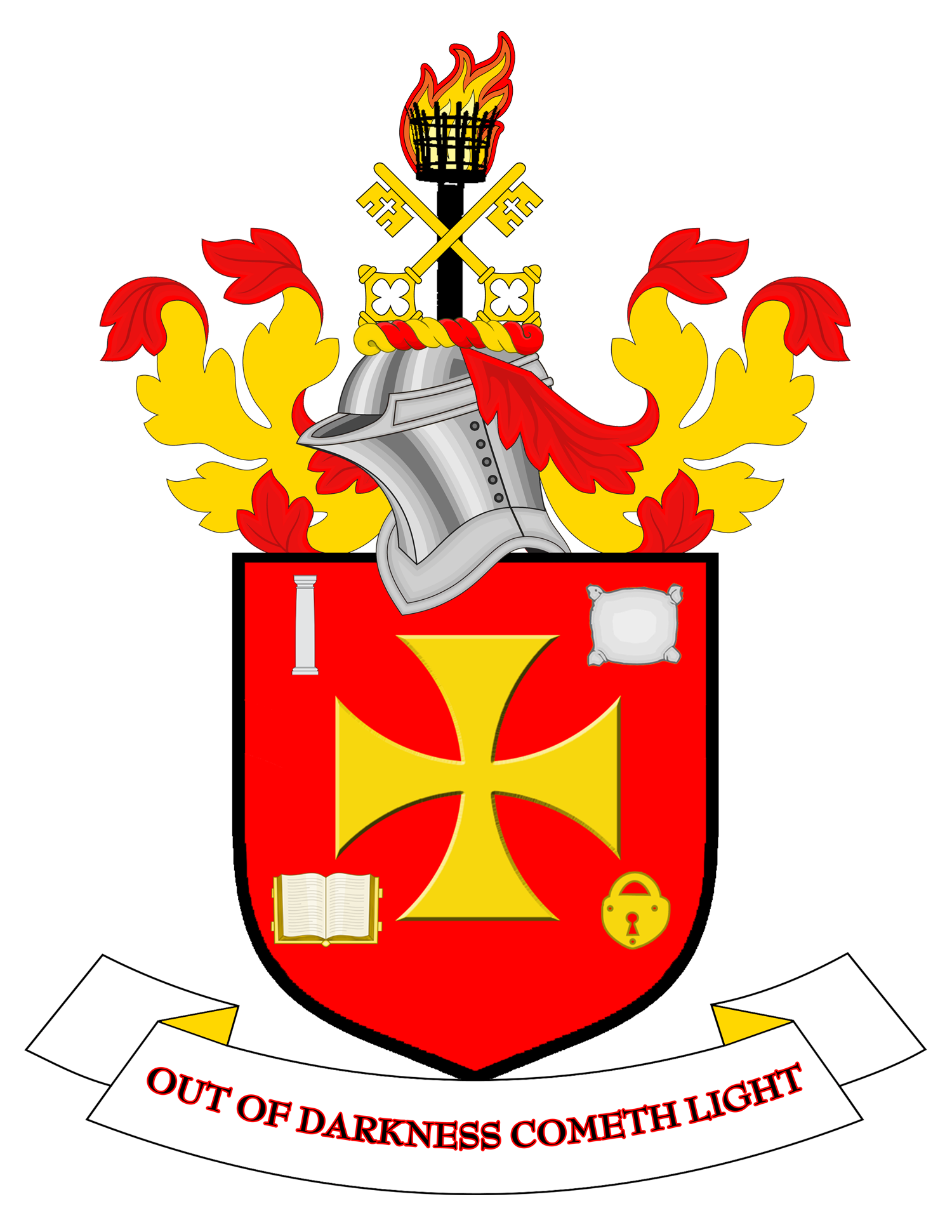
Wapen van Wolverhampton
Wapen van Worcester
Wapen van York

### Noord-Ierland

Wapen van Belfast
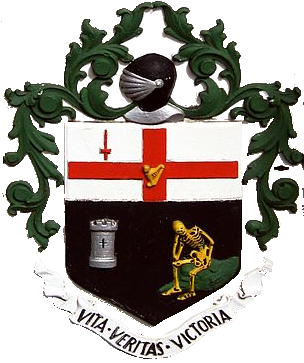
Wapen van Derry

### Schotland

Wapen van Aberdeen
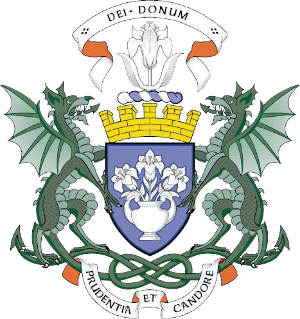
Wapen van Dundee
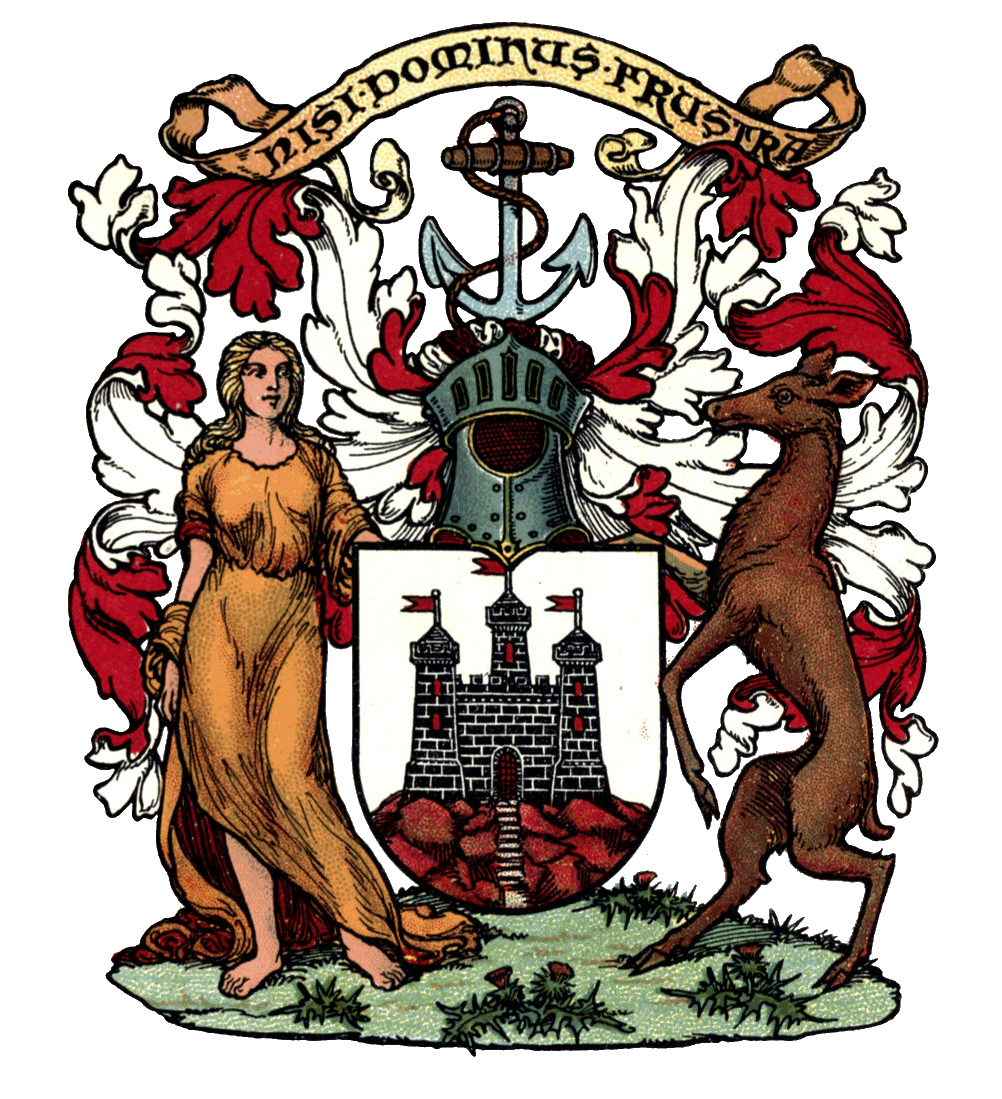
Wapen van Edinburgh
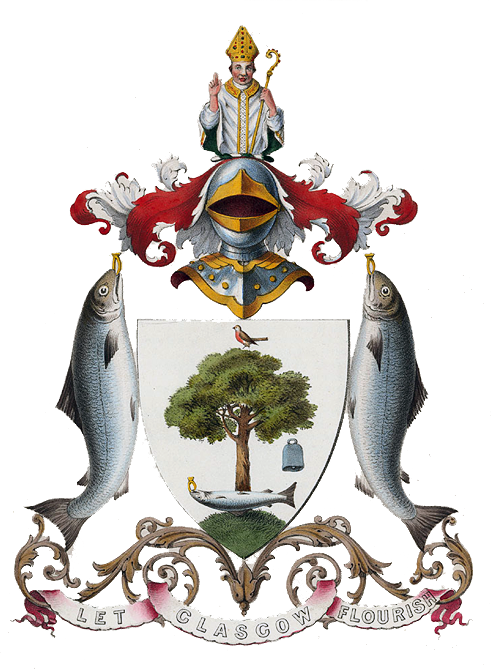
Wapen van Glasgow
Wapen van Perth

### Wales

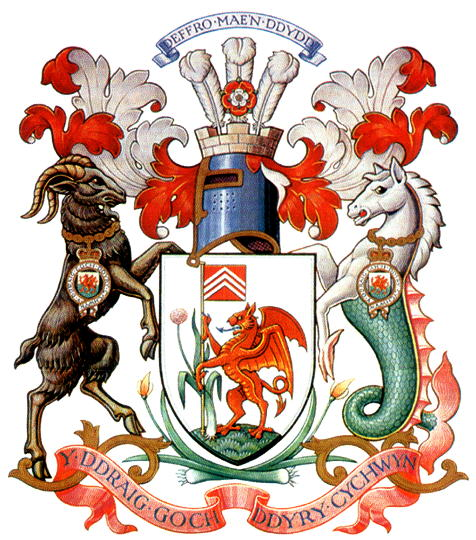
Wapen van Cardiff
Wapen van Newport
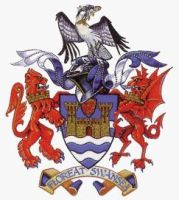
Wapen van Swansea

### Jersey

Wapen van Saint Helier